# 迪巴卡縣
迪巴卡縣（英語：De Baca County）是美国新墨西哥州東部的一個縣，面積6,045平方公里。根據2020年美國人口普查，本縣共有人口1,698人。本縣縣治為薩姆納堡（Fort Sumner）。

## 歷史
於17世紀時，西班牙人入侵迪巴卡縣一帶，並把佔領之土地劃入新西班牙。於1821年，墨西哥自西班牙獨立，而包括迪巴卡縣在內的一大片西班牙領土亦被劃入墨西哥。於1840年代，墨西哥與美國之間爆發美墨戰爭。墨西哥在戰爭中敗北，與美國簽署《瓜达卢佩-伊达尔戈条约》。美國因此於1846年強迫墨西哥把包括迪巴卡縣在內的一大片北方領土以低價售予美國。自此，迪巴卡縣一帶便成為了美國領土。
本縣於1917年2月28日自瓜達盧佩縣、查维斯县和羅斯福縣成立，縣名紀念該州第二任新墨西哥州州長伊澤基耶爾·卡貝薩·迪巴卡（Ezequiel C. de Baca）。
本縣於20世紀設立了許多大型牛羊牧場和農場。而這些大型牛羊牧場和農場均依賴佩科斯河提供的淡水維持運作。美國著名槍手、西部傳奇人物比利小子（Billy the Kid）於1881年7月14日死於本縣縣治薩姆納堡，且他的遺體亦埋於縣治以東南七公里的舊政府墓園。

## 地理

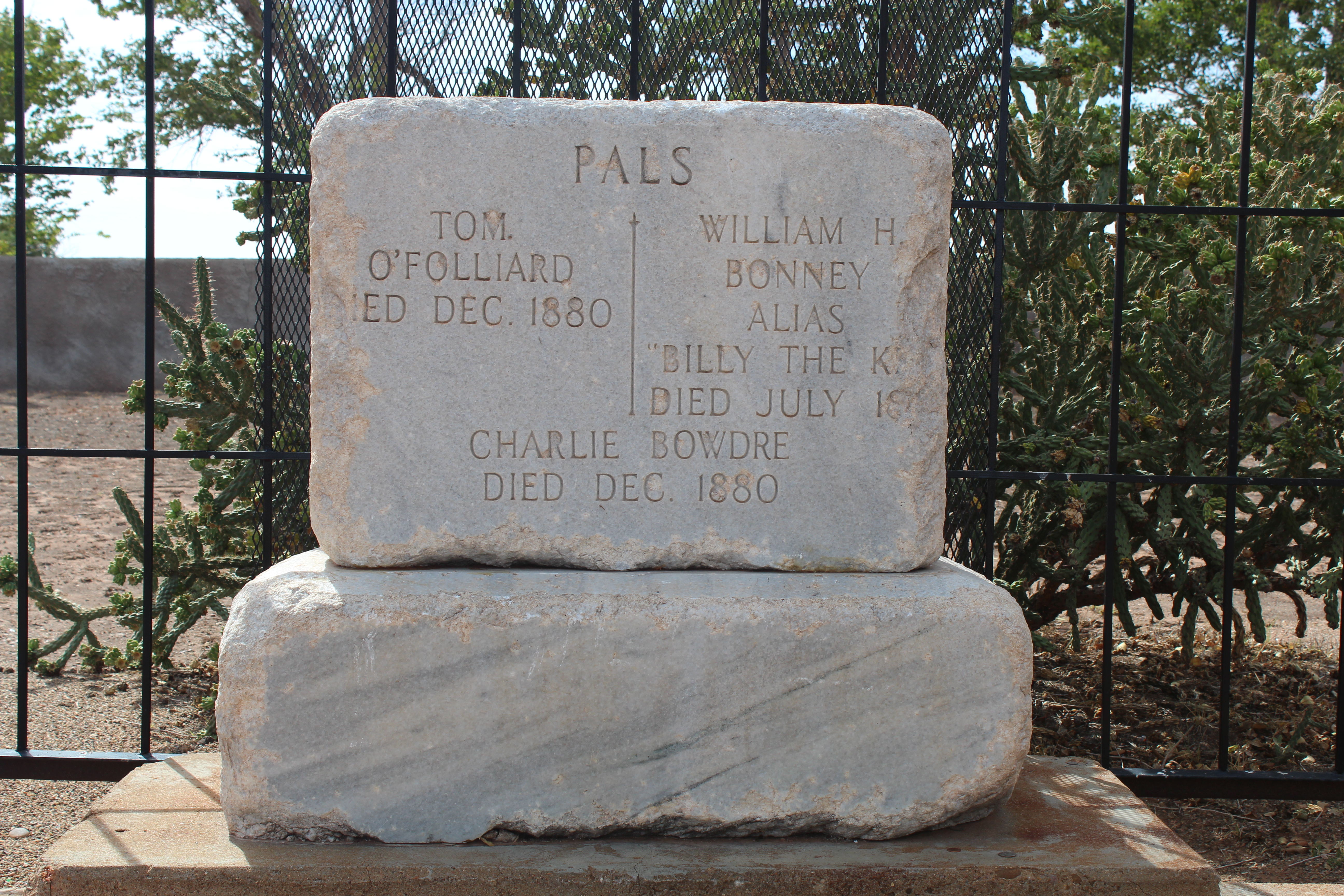
比利小子之墓

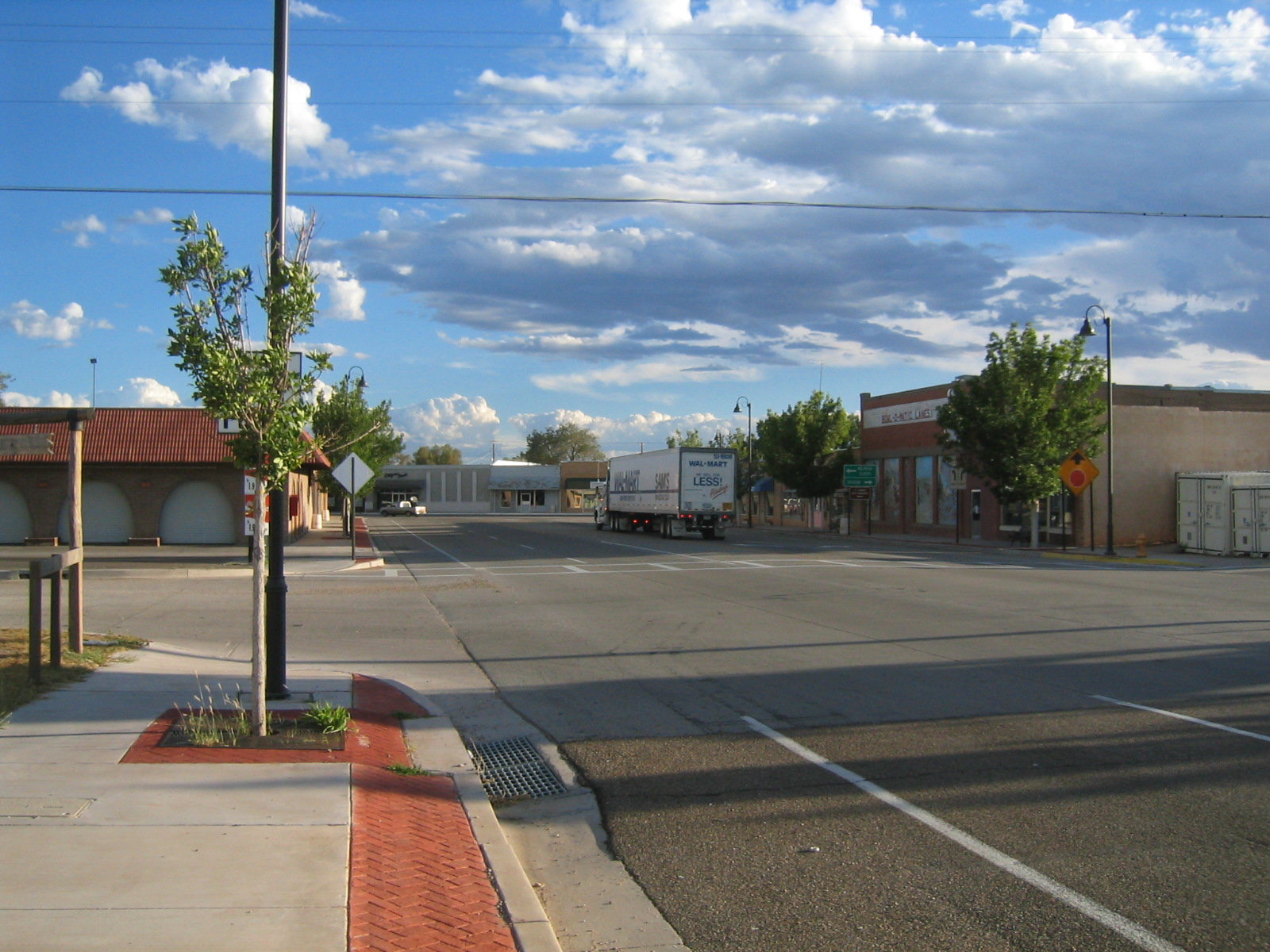
縣治薩姆納堡

根據2000年人口普查，迪巴卡縣的總面積為2,334平方英里（6,050平方），其中有2,325平方英里（6,020平方），即99.62%為陸地；9平方英里（23平方），即0.38%為水域。

### 毗鄰縣
本縣的毗鄰縣皆為新墨西哥州的縣份。 
- 瓜達盧佩縣：北方
- 奎伊縣：東北方
- 羅斯福縣：東方
- 查维斯县：南方
- 林肯縣：西方

## 人口
| 调查年             | 人口  | 备注 | %±     |
| ------------------ | ----- | ---- | ------ |
| 1920               | 3,196 |      | —      |
| 1930               | 2,893 |      | −9.5%  |
| 1940               | 3,725 |      | 28.8%  |
| 1950               | 3,464 |      | −7.0%  |
| 1960               | 2,991 |      | −13.7% |
| 1970               | 2,547 |      | −14.8% |
| 1980               | 2,454 |      | −3.7%  |
| 1990               | 2,252 |      | −8.2%  |
| 2000               | 2,240 |      | −0.5%  |
| 2010               | 2,022 |      | −9.7%  |
| [ 8 ] [ 9 ] [ 10 ] |       |      |        |

### 2010年
根據2010年人口普查，迪巴卡縣擁有2,022居民。而人口是由87.3%白人、0.1%黑人、0.6%土著、8.1%其他種族和3.9%混血构成。而西班牙裔或拉丁美洲人佔了人口38.5%。

### 2000年
根據2000年人口普查，迪巴卡縣擁有2,240居民、922住戶和614家庭。其人口密度為每平方英里0.96居民（每平方公里0.37居民）。本縣擁有1,307間房屋单位，其密度為每平方英里0.56間（每平方公里0.22間）。而人口是由84.02%白人、0.04%黑人、0.94%土著、0.22%亞洲人、12.54%其他種族和2.23%混血构成。而西班牙裔或拉丁美洲人佔了人口35.27%。
在922住户中，有27.2%擁有一個或以上的兒童（18歲以下）、56.6%為夫妻、7.3%為單親家庭、33.3%為非家庭、30.8%為獨居、18%住戶有同居長者。平均每戶有2.35人，而平均每個家庭則有2.96人。在2,240居民中，有24.1%為18歲以下、5.7%為18至24歲、21.7%為25至44歲、23.2%為45至64歲以及25.4%為65歲以上。人口的年齡中位數為44歲，女子對男子的性別比為100：96。成年人的性別比則為100：92.1。
本縣的住戶收入中位數為$25,441，而家庭收入中位數則為$32,870。男性的收入中位數為$25,833 ，而女性的收入中位數則為$18,487，人均收入為$14,065。約17.7%家庭和13.6%人口在貧窮線以下，包括23.3%兒童（18歲以下）及15%長者（65歲以上）。